# Carl Joachim Friedrich
Carl Joachim Friedrich (* 5. Juni 1901 in Leipzig; † 19. September 1984 in Lexington, Massachusetts) war ein deutsch-amerikanischer Politikwissenschaftler an der Harvard-University in Cambridge/USA und an der Universität Heidelberg. Seine Schriften zur Staats- und Verfassungstheorie, zum Konstitutionalismus und zur Regierungslehre machten ihn nach dem Zweiten Weltkrieg zu einem der weltweit bekanntesten Politikwissenschaftler. Auch seine Beiträge zur Totalitarismustheorie fanden große Beachtung. Friedrich war in den sechziger Jahren sowohl Präsident der American Political Science Association (APSA) als auch der International Political Science Association (IPSA).

## Leben
Sein Vater Paul Leopold Friedrich war Professor für Chirurgie, der 1916 als Geheimrat und Generaloberarzt im Ersten Weltkrieg über der Erschöpfung seiner Arbeit am Operationstisch eines Feldlazaretts starb. Seine Mutter war die Tochter des ehemaligen Senatspräsidenten beim Reichsgericht Karl von Bülow.
Einer seiner Brüder war der Unternehmer und spätere Präsident der Bundesvereinigung der Deutschen Arbeitgeberverbände Otto A. Friedrich.
Carl Joachim Friedrich wuchs in Leipzig und nach dem Tod des Vaters in Marburg auf und besuchte dort das Gymnasium Philippinum. Ab 1921 studierte er zunächst Medizin, dann Nationalökonomie an der Philipps-Universität Marburg und der Ruprecht-Karls-Universität Heidelberg. 1925 promovierte Friedrich in Heidelberg bei Alfred Weber, dem Bruder von Max Weber. Er arbeitete zunächst als Hilfsassistent am Volkswirtschaftlichen Seminar und war Mitarbeiter an dem von Edgar Salin und Alfred Weber neugegründeten Heidelberger Institut für Sozial- und Staatswissenschaft. In Kooperation mit Alfred Weber und seinem Mitdoktoranden Arnold Bergstraesser war Friedrich im Zuge der politischen Jugendbewegung 1925 an der Gründung des deutsch-amerikanischen Jugendaustauschs beteiligt, dem Vorläufer des Deutschen Akademischen Austauschdienstes (DAAD) und wurde dessen Repräsentant in den Vereinigten Staaten.
Nach seiner Übersiedlung in die USA und seiner Heirat mit einer Amerikanerin wurde Friedrich 1926 Dozent (lecturer) und 1931 außerordentlicher Professor (Assistant Professor of Government) an der renommierten Harvard University in Cambridge (Massachusetts). Er verschaffte sich Ansehen als Spezialist für preußische und europäische Verwaltungsführung und Regierungspolitik, erhielt 1936 an der Harvard-University eine Ordentliche Professur für „Science of Government“ und wurde 1938 Mitglied der Harvard Graduate School of Public Administration, der heutigen John F. Kennedy School of Government, deren Leitung er später übernahm.

## Wirken und Werk
Im Zweiten Weltkrieg engagierte sich Friedrich, der bereits 1938 die amerikanische Staatsbürgerschaft angenommen hatte, in der politischen Gegenpropaganda der Vereinigten Staaten und leitete zusammen mit dem Soziologen Talcott Parsons die Harvard School of Overseas Administration und unterstützte die amerikanischen Besatzungstruppen bei der Entnazifizierung. Friedrich war politischer Berater der amerikanischen Regierung und sondierte die Lage im besiegten Deutschland. Er war an der Planung der Moskauer Außenministerkonferenz (1947) und der Ausarbeitung des Marshall-Plans (1947) beteiligt und persönlicher Berater von General Lucius D. Clay, dem Chef der amerikanischen Militärverwaltung in Deutschland. Außerdem war er an dem Grundgesetzentwurf von Herrenchiemsee sowie der Ausarbeitung deutscher Landesverfassungen beteiligt. Er war auch noch nach Verabschiedung der bayerischen Landesverfassung an der Einführung eines Popularklageverfahrens im Rahmen der Gesetzgebung für die Zuständigkeiten des Bayerischen Verfassungsgerichtshofs beteiligt. In den Jahren danach beriet er politische Gremien des sich vereinigenden Europas bei der Ausarbeitung eines Entwurfs einer gesamteuropäischen Verfassung für die geplante „Europäische politische Gemeinschaft“. Friedrich gilt bis heute als Vordenker europäischer Integrationstheorien, die in der EU als einen „Staat im Werden“ sehen.
Nach einer bereits 1950 angetretenen Gastprofessur an der Universität Heidelberg erhielt Friedrich 1956 eine Professur für Politische Wissenschaft an der Ruprecht-Karls-Universität. Zwischen 1954 und 1966 lehrte er semesterweise abwechselnd an den Universitäten in Harvard und Heidelberg bis zu seiner Emeritierung im Jahre 1966. Auch nach der Emeritierung lehrte er in Harvard, an der Universität Manchester sowie an der Duke University als Gastprofessor weiter. Friedrich war 1962/63 Präsident der American Political Science Association und von 1967 bis 1970 der International Political Science Association.
Carl Joachim Friedrich hat sein Augenmerk in seinem Werk vor allem auf die prophylaktische Verhinderung und die Bewältigung von Krisen in Politik und Gesellschaft gerichtet. Aus diesem Denken heraus erklärt sich seine Theorie des modernen Verfassungsstaates und aus dieser Intention heraus ist auch seine Kritik an der totalitären Diktatur begründet. Neue Ideen entwickelte Friedrich neben seiner umstrittenen Totalitarismustheorie besonders in der Erforschung des Konstitutionalismus und des Föderalismus. Friedrich verstand Politik in einem Gemeinwesen als „Prozess der Gemeinschaftsbildung“.
Seine bekanntesten politikwissenschaftlichen Beiträge waren die später von ihm auch ins Deutsche übersetzten Veröffentlichungen Constitutional Government and Democracy (1937 ff.) und Man and his Government (1963). Friedrichs „Verfassungsstaat“ wurde als bahnbrechendes Werk angesehen, „in dem erstmals versucht wurde“, wie es sein Schüler Klaus von Beyme ausgedrückt hat, „den juristischen Formalismus der älteren Literatur und den ‚country by country-approach‘ durch eine komparative Fragestellung zu ersetzen“. Friedrich wird daher auch als „Vater“ der Vergleichenden Politikwissenschaft angesehen.
Friedrichs Vorstellungen einer „Guten Demokratie“ lehnen auch eine „Basisdemokratie“ als „totalitär“ ab. Die theoretischen Annahmen – insbesondere seine Anlehnung an Carl Schmitts „Verfassungsstaat“ – von Friedrichs Totalitarismustheorie gelten nach Hans J. Lietzmann als potentiell antidemokratisch. Nach Klaus von Beyme galt Friedrichs Hauptaugenmerk „der Schaffung und Erhaltung belastungsfähiger Institutionen“. Darin kann auch seine Mitwirkung an der Ausarbeitung der Landesverfassungen (s. o.) begründet werden.

## Ehrungen
- Mitglied der American Academy of Arts and Sciences (1944)[2]
- Großes Bundesverdienstkreuz (4. Mai 1960)[3]
- Großes Bundesverdienstkreuz mit Stern (28. Juni 1967)[3]

## Ausgewählte Werke
- Politica Methodice Digesta of Johannes Althusius (Althaus). With An Introduction By Carl Joachim Friedrich, Ph. D., Cambridge, Harvard University Press 1932.
- Der Verfassungsstaat der Neuzeit, dt. Übersetzung des Verfassers von Constitutional Government and Politics/Democracy (New York/London, 1937/1951), Berlin u. a. 1953.
- Das Zeitalter des Barock. Kultur und Staaten Europas im 17. Jahrhundert (The Age of Baroque, 1610–1660, dt. Übers. von 'The rise of modern Europe', New York, 1952), aus dem engl. übers. von F. Schöne. Stuttgart, 1954
- Totalitarian Dictatorships und Autocracy, mit Zbigniew Brzeziński, Cambridge/Mass., 1956
- Totalitäre Diktatur, unter Mitarbeit von Zbigniew Brzeziński, dt. Übersetzung (s. o.) Stuttgart 1957.
- Demokratie als Herrschafts- und Lebensform. stark revidierte dt. Übersetzung von The New Belief in the Common Man (Brattleboro/Vermont, 1942), Heidelberg, 1959.
- Die Staatsräson im Verfassungsstaat, dt. Übersetzung von Constitutional Reason of State (1957), Freiburg, 1961.
- Die politische Wissenschaft, Freiburg/München, 1961.
- Zur Theorie und Politik der Verfassungsordnung. Ausgewählte Aufsätze. Heidelberg, 1963
- Prolegomena der Politik. Politische Erfahrung und ihre Theorie. Erster Teil der dt. Übersetzung von Man and his Government (New York, 1963), Berlin, 1967.
- Christliche Gerechtigkeit und Verfassungsstaat. Köln/Opladen, 1967
- Trends of Federalism in Theory and Practice. New York/London, 1968.
- Politische Dimensionen der Europäischen Gemeinschaftsbildung, Opladen, 1968
- Politik als Prozess der Gemeinschaftsbildung. Eine empirische Theorie. Zweiter Teil der dt. Übersetzung von Man and his Government (New York, 1963), Köln/Opladen, 1970
- Europa – Nation im Werden, Bonn 1972.
- Johannes Althusius und sein Werk im Rahmen der Entwicklung der Theorie von der Politik. Berlin, 1975